# Margaret Peverell
Margaret Peverell, condesa de Derby (n. h. 1114, Nottinghamshire, Inglaterra–1154), fue una noble inglesa que vivió en el castillo de Tutbury (Staffordshire, Inglaterra).

## Familia y matrimonio
Margaret fue la hija de William Peverell el Joven, del castillo de Peveril (Derbyshire).
Según el Dormant, Abeyant, Forfeited and Extinct Peerages de Burke, Margaret se casó con Robert de Ferrers, II conde de Derby, por lo que se convirtió en condesa de Derby. Fue la madre de William de Ferrers, III conde de Derby; William de Ferrers, señor de Eggington; y una hija, Petronella.
Murió en 1154, y fue enterrada en la abadía de Merevale.